# Santa Rosa de Lima, San Juan Lachao
Santa Rosa de Lima är en ort i Mexiko.   Den ligger i kommunen San Juan Lachao och delstaten Oaxaca, i den sydöstra delen av landet, 400 km sydost om huvudstaden Mexico City. Santa Rosa de Lima ligger 1 207 meter över havet och antalet invånare är 461.
Terrängen runt Santa Rosa de Lima är huvudsakligen kuperad, men västerut är den bergig. Runt Santa Rosa de Lima är det ganska glesbefolkat, med 24 invånare per kvadratkilometer. Närmaste större samhälle är San Gabriel Mixtepec, 8,1 km söder om Santa Rosa de Lima. I omgivningarna runt Santa Rosa de Lima växer i huvudsak städsegrön lövskog.